# Альдеуела-де-ла-Боведа
Альдеуела-де-ла-Боведа (ісп. Aldehuela de la Bóveda) — муніципалітет в Іспанії, у складі автономної спільноти Кастилія-і-Леон, у провінції Саламанка. Населення — 318 осіб (2010).
Муніципалітет розташований на відстані близько 200 км на захід від Мадрида, 34 км на південний захід від Саламанки.
На території муніципалітету розташовані такі населені пункти: (дані про населення за 2010 рік)
- Альдеуела-де-ла-Боведа: 224 особи
- Кастро-Енрікес: 4 особи
- Куарто-де-Санчес-Архона: 0 осіб
- Куарто-дель-Пілар: 1 особа
- Ла-Естасьйон: 37 осіб
- Родасв'єхас: 30 осіб
- Санчобуено: 0 осіб
- Себастьян-Рубіо: 0 осіб
- Техадільйо: 13 осіб
- Вільяр-де-лос-Аламос: 9 осіб

## Демографія
Динаміка населення (INE ):